# 焉耆专区
焉耆专区，新疆维吾尔自治区已撤消的专区。
1949年置。原属新疆省。在今新疆维吾尔自治区中部。辖焉耆、轮台、和靖、库尔勒、婼羌、和硕、尉犁、且末等县。专员公署驻焉耆县。1954年专署迁驻库尔勒，并改名库尔勒专区；和靖、焉耆、和硕三县划归巴音郭楞蒙古自治州。 